# Liste der Stolpersteine in Kirchen
In der Liste der Stolpersteine in Kirchen werden die vorhandenen Gedenksteine aufgeführt, die im Rahmen des Projektes Stolpersteine des Künstlers Gunter Demnig in Kirchen (Sieg) bisher verlegt worden sind.
| Adresse                                  | Name          | Inschrift                                                   | Verlegedatum     | Bild | Anmerkung |
| ---------------------------------------- | ------------- | ----------------------------------------------------------- | ---------------- | ---- | --------- |
| Bahnhofstraße 24 · Eingang Krankenhaus · | Julius Moses  | Sandstrasse 6 wohnte Julius Moses Jg. 1868 Flucht Palästina | 11. Februar 2015 |      |           |
| Bahnhofstraße 24 · Eingang Krankenhaus · | Emma Moses    | Sandstrasse 6 wohnte Emma Moses Jg. 1871 Flucht Palästina   | 11. Februar 2015 |      |           |
| Bahnhofstraße 24 · Eingang Krankenhaus · | Otto G. Moses | Sandstrasse 6 wohnte Otto G. Moses Jg. 1911 Flucht 1938 USA | 11. Februar 2015 |      |           |